# 精靈語
精靈語一般指兩者：
1. 《魔戒》作者J.R.R.托爾金發明的精靈語，如昆雅、辛達林；
2. 《龍與地下城》中的各種精靈語。

## 托爾金的精靈語
主題：阿爾達的語言
《魔戒》作者托爾金曾為其筆下的中土世界發明龐大複雜，且體系完整的語言；實際上，身為語言學家的托爾金，當初乃是出自於其對語言的喜好，才著手發明這些語言，而其中最有名的，便是在他各種相關作品中，大量出現的精靈語。

### 早期發明的精靈語
- 早期昆雅语（Qenya）：維林諾上凡雅精靈的語言；
- 高多格林語（Goldorin）：中土大陸上，諾多精靈的語言；
- 依爾克林語（Ilkorin）：中土大陸上，灰精靈的語言。

然則，依爾克林語的發明時間與前兩者並不相同。

### 後期中土世界的精靈語發展體系
- 古精靈語（Primitive Quendian）：「庫維因恩」湖畔，第一批首生精靈的語言。
  - 雅維瑞語（Avarin）；
    - 眾多雅維瑞語的分支：其中部分在後來與南多林語融合；

  - 艾爾達通用語（Common Eldarin）；
    - 昆雅（Quenya）：諾多精靈與凡雅精靈的語言，後來在中土大陸上被禁止使用；
      - 萬雅林語（Vanyarin/Quendya）：維林諾島上的日常通用語；
      - 流亡的諾多精靈語（Ñoldorin Quenya、Exilic Quenya）：又被托尔金称为精靈拉丁語；

    - 帖勒瑞通用語（Common Telerin）：所有帖勒瑞精靈語言的始祖；
      - 帖勒瑞語（Telerin）：到達維林諾的帖勒瑞精靈所使用的語言；
      - 南多林語（Nandorin），南多精靈的語言，部分受雅維瑞語的影響；
        - 幽暗密林的西爾凡精靈語；
        - 羅斯洛利安的西爾凡精靈語；

      - 古辛達林（Old Sindarin）
        - 辛達林（Sindarin）：灰精靈的語言；
          - 多瑞亞林語（Doriathrin）：辛達林中的多瑞亞斯方言；
          - 法拉斯瑞姆方言（Falathrin）：辛達林中的法拉斯瑞姆方言；
          - 北辛達語方言（North Sindarin）：位於中土大陸北方多索尼亞和希斯隆地方的方言。

### 精靈語對其他語言的影響
在托爾金的構想中，這些精靈語在流行於整個中土世界的同時，也具體影響了中土大陸上其他種族的語言，如：
- 對人類語言的影響：
  - 阿登奈克語的bêth「表情，言語，詞彙」，之於辛達林的peth「話語」；
  - 洛汗語的loho-、lo-「馬」，之於昆雅的rocco和辛達林的roch「馬」；
  - 西方通用語的balc「恐怖的」，之於辛達林的balch「殘酷的」。
- 對矮人語言的影響：
  - 矮人語的kibil「銀」，之於辛達林的celeb「銀」。
- 對半獸人語言的影響：
  - 半獸人語的Golug「諾多精靈」，之於辛達林的Golodh「諾多精靈」；
  - 黑暗語的Uruk「半獸人」，之於昆雅的urco、orko「半獸人」，及辛達林的orch「半獸人」。

### 其他語言對精靈語的影響
相對地，中土世界的其他語言，對精靈語也有所影響：
- 來自主神語：
  - 主神語的akašân「祂說」，之於昆雅的axan「法律、規則、戒律」。
- 來自矮人語：
  - 矮人語的kheled「玻璃」，之於辛達林的heledh「玻璃」。

### 精靈文
托爾金為精靈語發明的精靈文有三種：
1. 沙拉堤文字（Sarati）：諾多精靈盧米爾（Rúmil）首先為精靈語發明的文字；
2. 談格瓦文字（Tengwar）：諾多精靈費諾（Feanor）承盧米爾，為昆雅發明的文字；
3. 切斯文（Cirth）：中土大陸上辛達精靈戴隆（Daeron）為辛達林發明的文字，後為矮人族廣泛使用。

## 《龍與地下城》的黑暗精靈語
- 黑暗精靈語（Ssamath）

又稱卓爾精靈語，為奇幻文學《龍與地下城》中，黑暗精靈使用的語言。
- 通用精靈語

《龍與地下城》中，地表的精靈族所使用的語言。

## 其他作品的精靈語
- 灰衣隊伍（Grey Company）的精靈語

灰衣隊伍為其線上角色扮演遊戲使用，所發明的精靈語。此者常與托爾金發明的精靈語混淆，部分原因是因為大部分它的單字取自於托爾金發明的昆雅和辛達林，然則在文法與單字使用上，均有相當大的差別，故又為托爾金語言使用者戲稱為Grelvish。
- 艾爾薩林語，電腦遊戲《戰鎚》裡精靈族的語言；
  - Fan-Eltharin，木林精靈的語言；
  - Tar-Eltharin，高等精靈和海精靈的語言；
- 波蘭籍奇幻小說作家 安傑·薩普科夫斯基 根據英文和威爾斯語，為 獵魔士(Hexer saga) 發明的精靈語。
- 达纳苏斯语MMORPG《魔兽世界》中暗夜精灵使用的语言
- 萨拉斯语MMORPG《魔兽世界》中血精灵使用的语言

（部分參考自英語 Wikipedia 的 Elvish languages （页面存档备份，存于））

## 相关阅读
- J.R.R. Tolkien: The Lost Road，The History of Middle-Earth Volume 5，Edited by Christopher Tolkien: Harper Collins 1987, ISBN 0-261-10225-7